# Kyle Atkins
Kyle Atkins (* 23. Dezember 1986) ist ein US-amerikanischer Fußballschiedsrichterassistent. Er steht als dieser seit 2018 sowie als Video-Assistent seit 2022 auf der Liste der FIFA-Schiedsrichter.

## Karriere
Als Assistent begleitete er neben vielen weiteren Partien unter anderem internationale Spiele bei der Klub-Weltmeisterschaft 2019, der U-20-Weltmeisterschaft 2019 sowie zweier Gold Cups. Zur Weltmeisterschaft 2022 wurde er ins Aufgebot der Assistenten berufen.